# Langast
Langast är en kommun i departementet Côtes-d'Armor i regionen Bretagne i nordvästra Frankrike. Kommunen ligger i kantonen Plouguenast som tillhör arrondissementet Saint-Brieuc. År 2018 hade Langast 582 invånare.

## Befolkningsutveckling
Antalet invånare i kommunen Langast
Referens:INSEE